# گرهارت باوم
گرهارت باوم (به انگلیسی: Gerhart Baum؛ ۲۸ اکتبر ۱۹۳۲ – ۱۵ فوریهٔ ۲۰۲۵) سیاستمدار و وکیل اهل آلمان بود. وی از ۸ ژوئن ۱۹۷۸ تا ۱۷ سپتامبر ۱۹۸۲ وزیر کشور آلمان غربی بود.
گرهارت باوم در ۱۵ فوریه ۲۰۲۵، در سن ۹۲ سالگی درگذشت.

## دوران اولیه زندگی و تحصیل
گرهارت باوم در ۲۸ اکتبر ۱۹۳۲ در درسدن از پدری آلمانی و مادری روسی متولد شد. اجداد پدری او، که ریشه‌هایشان در پلوئن در وگتلند ساکسون بود، در ابتدا پیش از اینکه نسل‌های بعدی بتوانند حرفه‌های آکادمیک را دنبال کنند، به عنوان صنعتگر کار می‌کردند. مادرش در مسکو به دنیا آمد. مادر او اهل لودز و از نژاد لهستانی بود و پدرش اوکراینی‌تبار و  اصالتاً اهل خارکوف بود. در سال ۱۹۱۷، خانواده او در نتیجه انقلاب اکتبر از روسیه به آلمان گریختند.